# ISO 3166-2:MX
ISO 3166-2:MX és l'entrada per Mèxic en ISO 3166-2, part de l'ISO 3166 estàndard publicat per l'Organització Internacional per Estandardització (ISO), el qual defineix codis pels noms de les subdivisions principals (p. ex., províncies o estats) de tots els països.
Actualment per Mèxic, ISO 3166-2 codis són definits per 1 districte federal i 31 estats. La capital de la Ciutat de Mèxic té un estatus idèntic al d'un estat.
Cada codi es compon de dues parts, separades per un guionet. La primera part és MX, l'ISO 3166-1 alfa-2 codi de Mèxic. La segona part són tres lletres.

## Codis actuals
Noms de subdivisió llistats a l'ISO 3166-2 estàndard publicats per la ISO 3166 de l'Agència de Manteniment (ISO 3166/MA).
Cliqueu en el botó de l'encapçalament per ordenar cada columna.
| Codi   | Nom de la subdivisió | Categoria de la subdivisió |
| ------ | -------------------- | -------------------------- |
| MX-CMX | Ciutat de Mèxic      | Districte federal          |
| MX-AGU | Aguascalientes       | Estatal                    |
| MX-BCN | Baixa Califòrnia     | Estatal                    |
| MX-BCS | Baixa Califòrnia Sud | Estatal                    |
| MX-CAM | Campeche             | Estatal                    |
| MX-COA | Coahuila             | Estatal                    |
| MX-COL | Colima               | Estatal                    |
| MX-CHP | Chiapas              | Estatal                    |
| MX-CHH | Chihuahua            | Estatal                    |
| MX-DUR | Durango              | Estatal                    |
| MX-GUA | Guanajuato           | Estatal                    |
| MX-GRO | Guerrero             | Estatal                    |
| MX-HID | Hidalgo              | Estatal                    |
| MX-JAL | Jalisco              | Estatal                    |
| MX-MEX | México               | Estatal                    |
| MX-MIC | Michoacán            | Estatal                    |
| MX-MOR | Morelos              | Estatal                    |
| MX-NAY | Nayarit              | Estatal                    |
| MX-NLE | Nuevo León           | Estatal                    |
| MX-OAX | Oaxaca               | Estatal                    |
| MX-PUE | Puebla               | Estatal                    |
| MX-QUE | Querétaro            | Estatal                    |
| MX-ROO | Quintana Roo         | Estatal                    |
| MX-SLP | San Luis Potosí      | Estatal                    |
| MX-SIN | Sinaloa              | Estatal                    |
| MX-SON | Sonora               | Estatal                    |
| MX-TAB | Tabasco              | Estatal                    |
| MX-TAM | Tamaulipas           | Estatal                    |
| MX-TLA | Tlaxcala             | Estatal                    |
| MX-VER | Veracruz             | Estatal                    |
| MX-YUC | Yucatán              | Estatal                    |
| MX-ZAC | Zacatecas            | Estatal                    |